# Nigramma subfasciata
Nigramma subfasciata är en fjärilsart som beskrevs av Walker 1865. Nigramma subfasciata ingår i släktet Nigramma och familjen nattflyn. Inga underarter finns listade i Catalogue of Life.